# Rathaus Lwówek Śląski
Das Rathaus Lwówek Śląski im schlesischen Lwówek Śląski (deutsch Löwenberg in Schlesien) steht am Ring, dem Löwenberger Marktplatz.

## Geschichte
Ein Rathaus in Löwenberg wurde 1341 erstmals erwähnt. Im 15. Jahrhundert wurde der Bau um einen Turm erweitert und erhielt um 1480 seine heutige Länge. Zwischen 1500 und 1503 wurde der an der Westseite liegende Rathausturm umgestaltet und ausgebaut. Nach einem Brand im Jahr 1518 erfolgten zwischen 1520 und 1523 größere Umbauten im Stil der Spätgotik und der frühen Renaissance. In den folgenden Jahrhunderten wurde der Bau mehrmals saniert, darunter in den Jahren 1546–1547, 1674, 1690, 1740, 1753, 1770 und 1800.
Größere Umbauarbeiten erfolgten zu Beginn des 20. Jahrhunderts. Unter dem Architekten Hans Poelzig wurde der Rathausbau zwischen 1903 und 1905 im Zuge des Reformgeist der Heimatschutzbewegung umgebaut.
Im Zweiten Weltkrieg brannte der Bau teilweise nieder und wurde zwischen 1955 und 1958 wiederaufgebaut. Seit 1949 steht das Rathaus unter Denkmalschutz. Zwischen 1991 und 1992 erfolgte eine Sanierung des Gebäudes. In den Jahren 2007–2010 wurde das Rathaus umfassend renoviert. Die Kosten für diesen Vorgang betrugen mehr als 2,1 Mio. Zloty. Das Gebäude wurde dabei auch technisch modernisiert.

## Architektur
Der langgestreckte Bau mit hohem schlanken Turm dominiert den Löwenberger Ring. Das zweigeschossige Backsteingebäude steht auf einem rechteckigen Grundriss und besitzt einen Turm im Westen. Das Gebäude entstand im Stil der Renaissance, der Spätgotik und in der Heimatschutzarchitektur. Die ältesten heute erhaltenen Bauteile weisen spätgotische Formen auf. Die Südseite ist die Schauseite. Deren östliche Seite zeigt den Übergang von der Gotik zur Renaissance. Der westliche Teil mit seinem Erker und den eingerahmten Fenstern entspricht der Renaissance Der Turm tritt mit seiner nüchternen Gestaltung stilistisch zurück. Am Turm finden sich einige Wappenschilde mit dem doppeltgeschwänzten böhmischen Löwen, ein anderes mit einfach geschwänztem Löwen, dem Wappentier der Stadt.

## Inneres
Der Portal an der Südseite führt in die Eingangshalle. Von einem profilierte Mittelpfeiler schwingen sich in kühnen Bögen spätgotische Gewölbe zu den seitlichen Pfeilern. Gegenüber stehen zwei Grabsteine aus dem ehemaligen Augustinerkloster: Links der Grabstein von Christoph von Talkenberg, rechts derjenige von Magdalena von Schaffgotsch. Von der einst prunkvollen Ausstattung haben sich nur Reste erhalten, so Fragmente des Sgraffito am Eingang, die Hunde zeigen, die ein Wildschwein jagen als Allegorie des durch das Recht verfolgtem Bösen. Wandmalereien zeigen Allegorien der Gerechtigkeit und des Erbarmens.
Im Obergeschoss ist der ehemalige Raum der Sparkasse mit Netzgewölbe bemerkenswert und das von Hans Poelzig gestaltete ehemalige Bürgermeisterzimmer. Im Obergeschoss befindet sich der Grabstein von Bürgermeister Caspar Zeidler und gegenüber der Grabstein eines Paares, das früher im Volksmund der der deutschen Stadtbewohner „Otto und Clara“ genannt wurde.

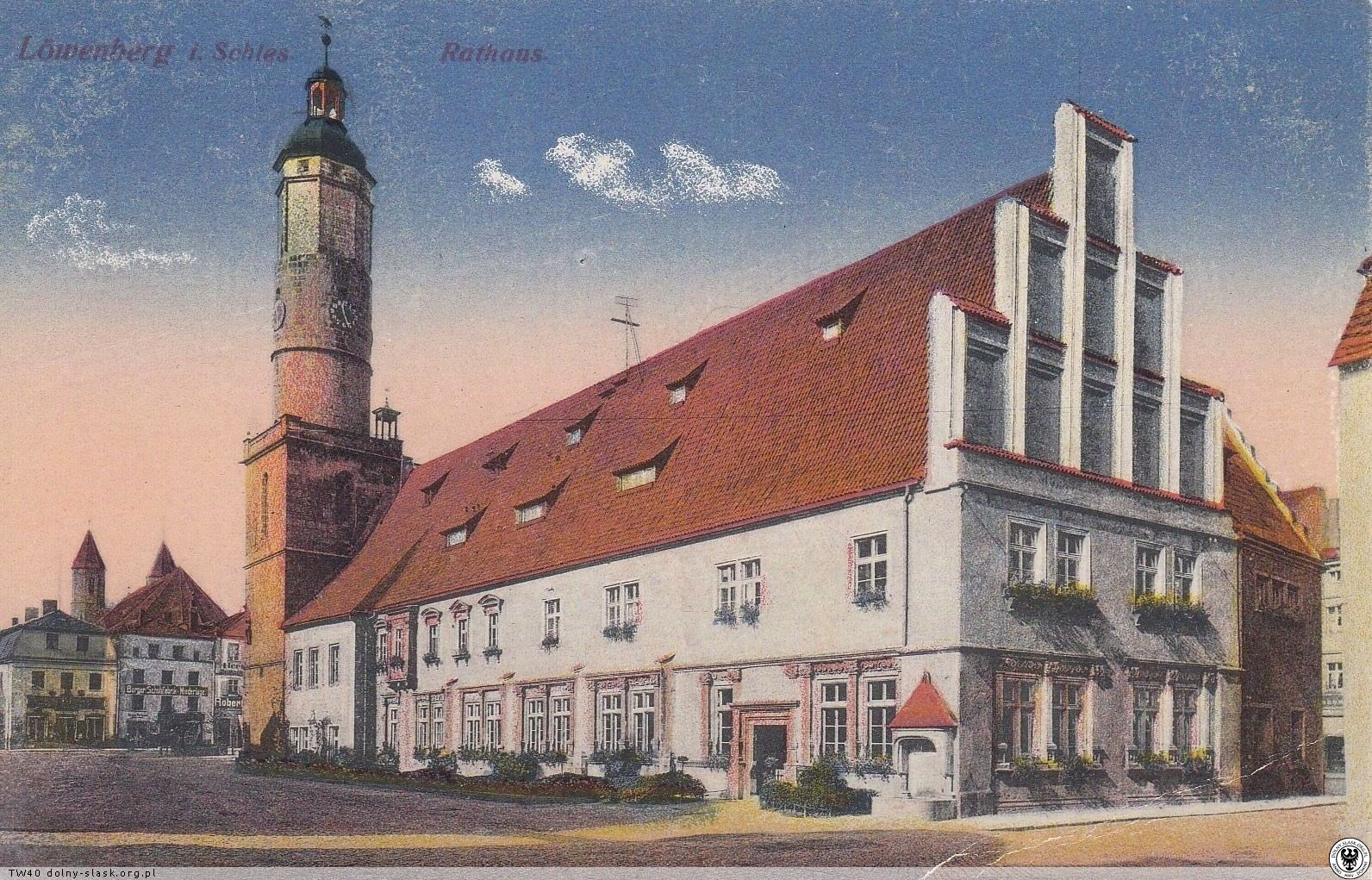
Hist. Postkarte
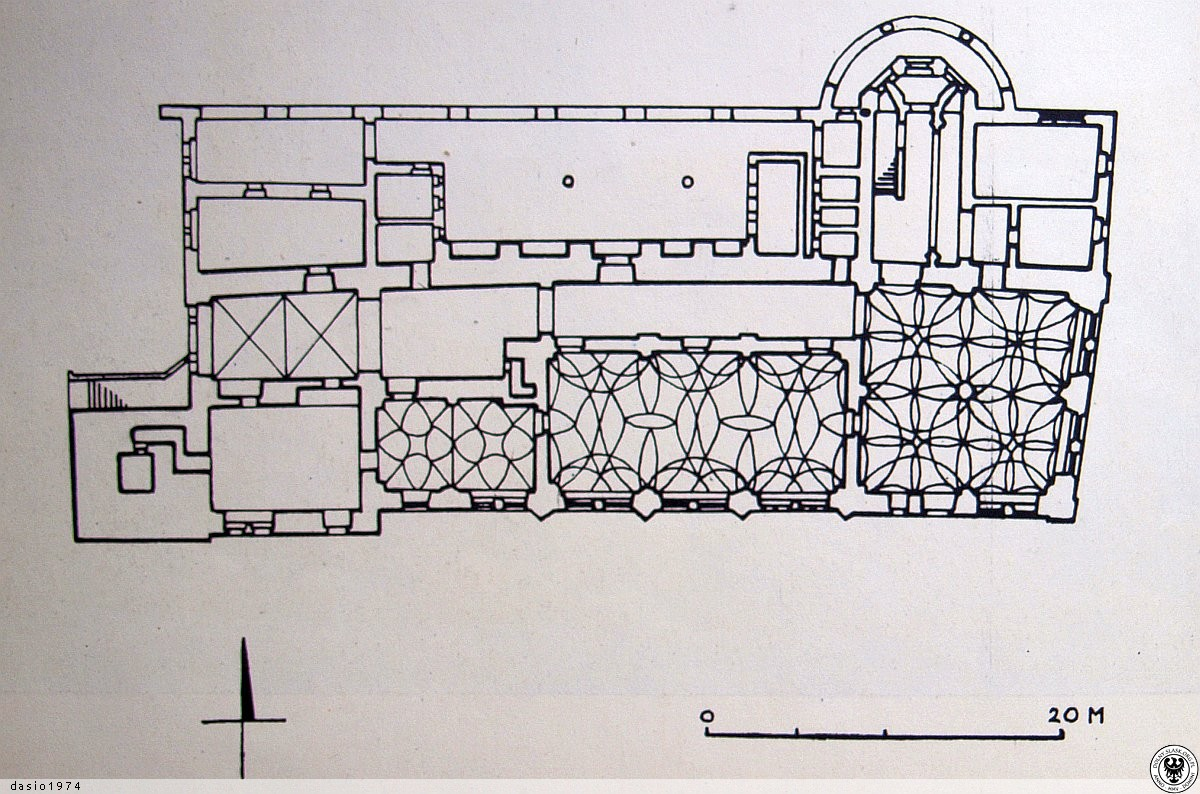
Grundriss
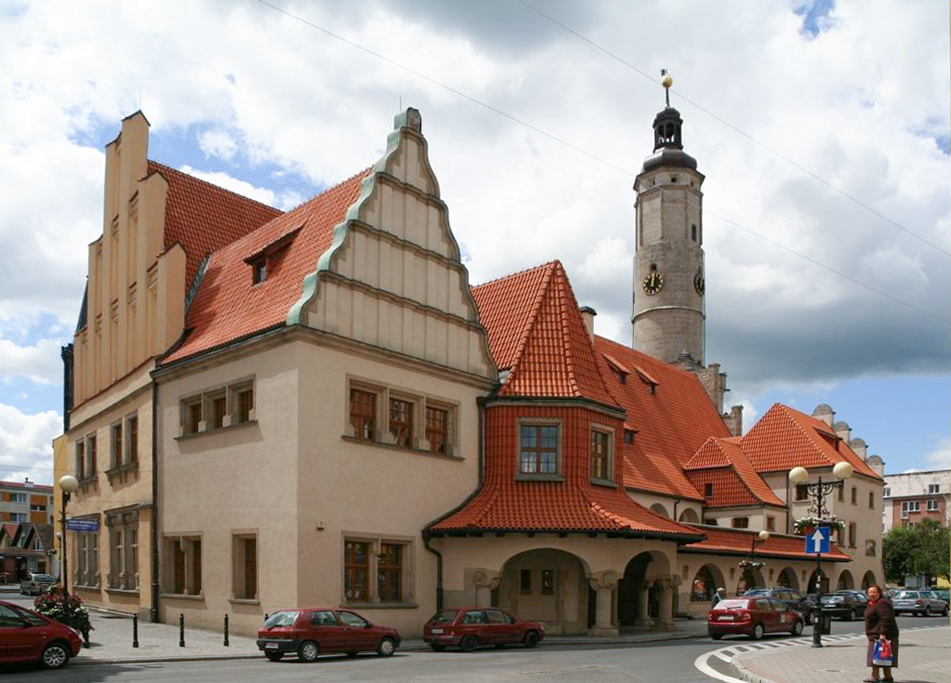
Rückansicht
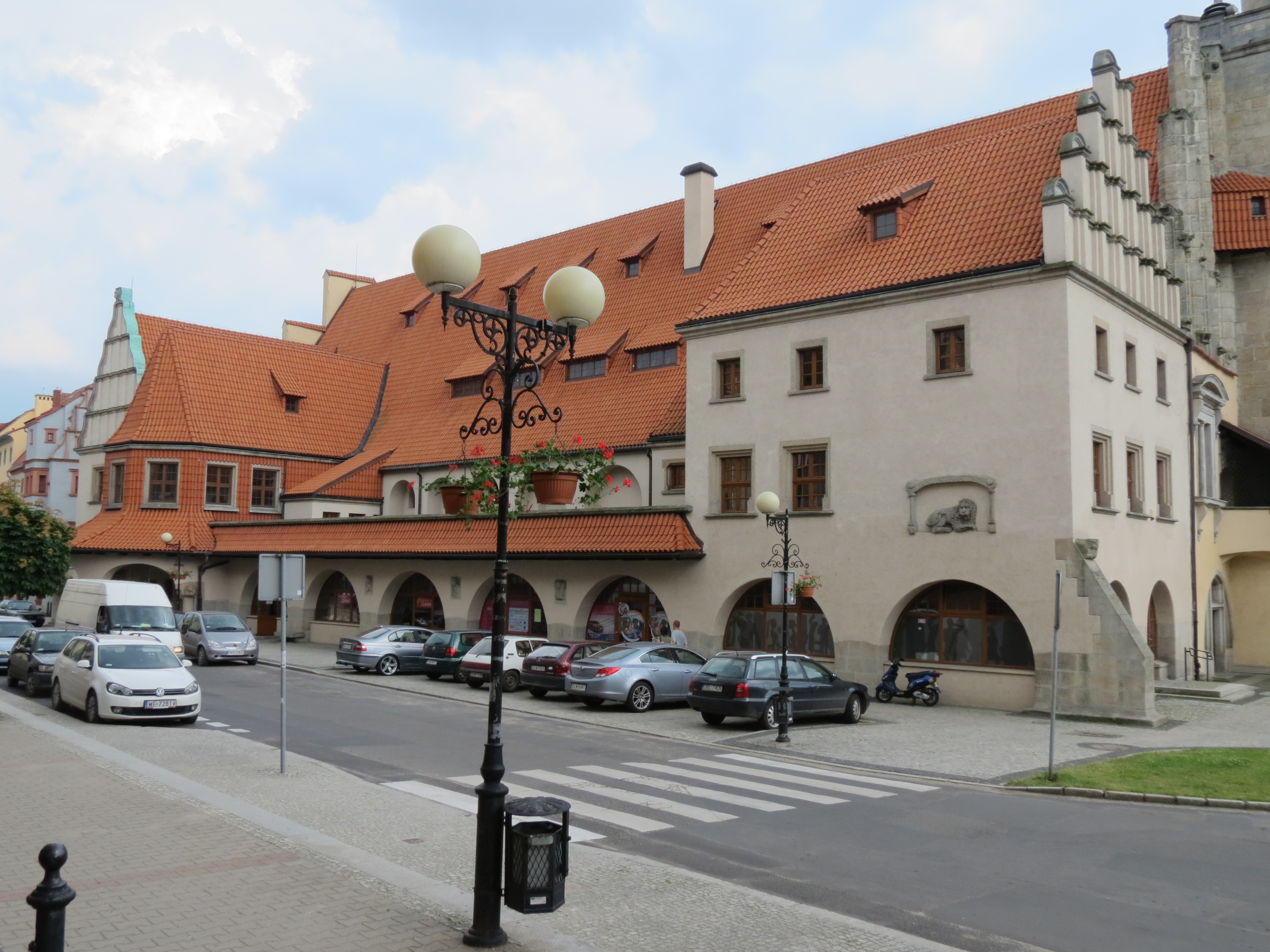
Nebengebäude
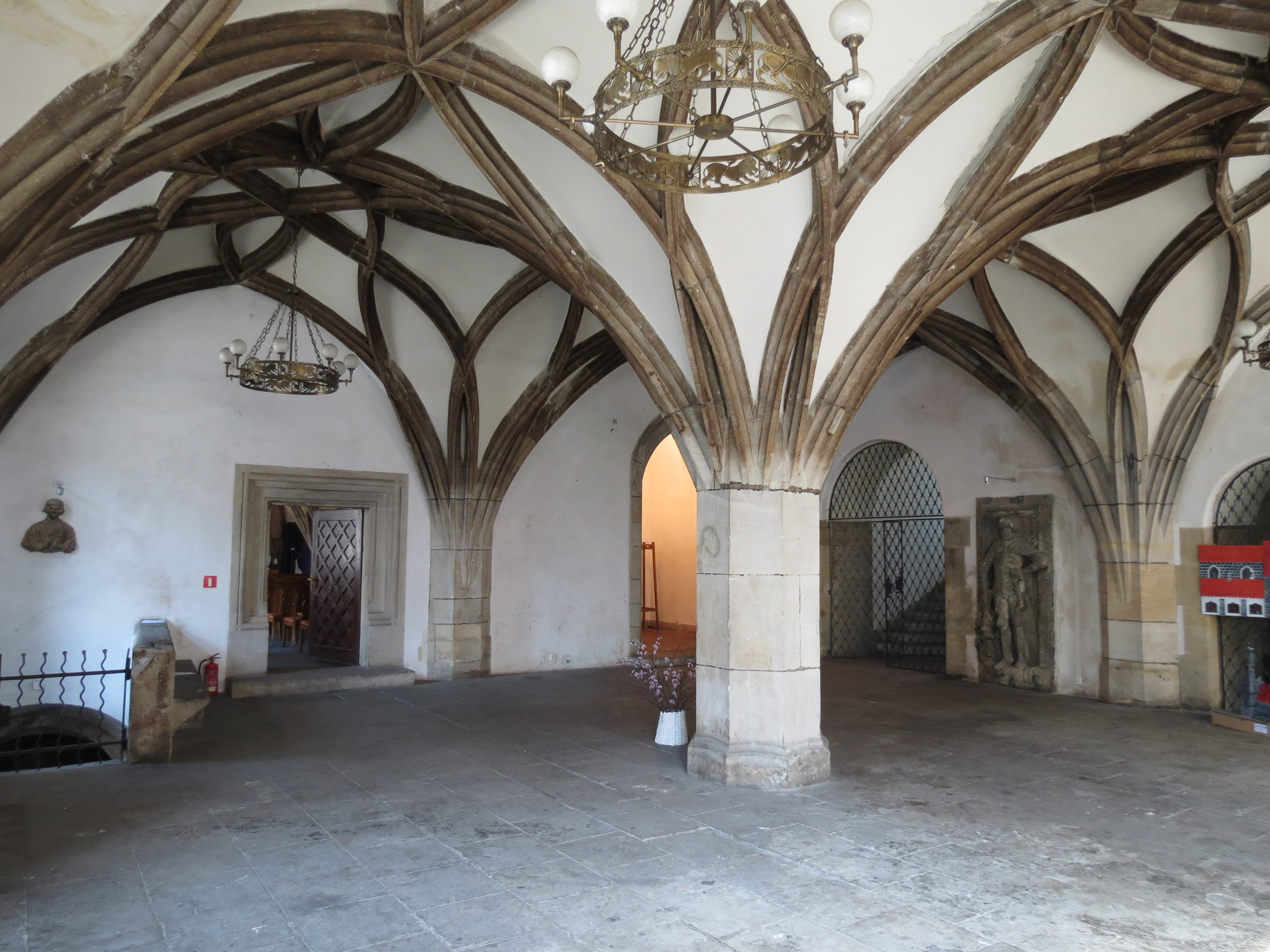
Gotisches Gewölbe
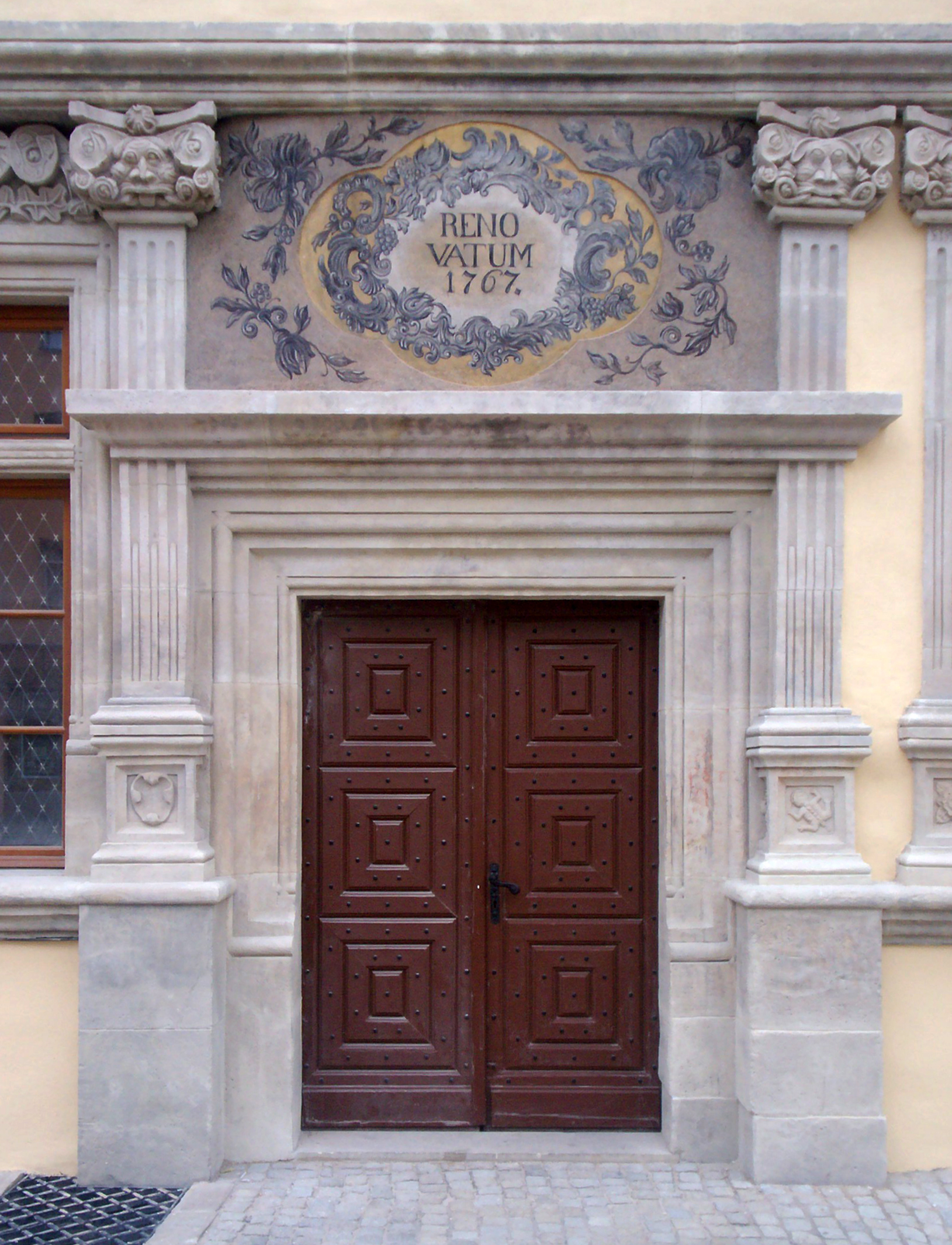
Portal

## Trivia
Das Rathaus wird auf den Etiketten mehrerer Biere der örtlichen Brauerei abgebildet.